# Sławno-Kolonia (Sławno)
Sławno-Kolonia (Nowe Sławno) – część wsi Sławno w Polsce położona w województwie mazowieckim, w powiecie radomskim, w gminie Wolanów. 
W latach 1975–1998 Sławno-Kolonia położona była w województwie radomskim. 
Wierni Kościoła rzymskokatolickiego należą do parafii św. Anny w Sławnie.